# バック・トゥ・ザ・フューチャー・ザ・ライド
- ユニバーサル・パークス&リゾーツ > ユニバーサル・スタジオ・ジャパン > ユニバーサル・スタジオ・ジャパンのアトラクション > バック・トゥ・ザ・フューチャー・ザ・ライド
- バック・トゥ・ザ・フューチャーシリーズ > バック・トゥ・ザ・フューチャー・ザ・ライド

バック・トゥ・ザ・フューチャー・ザ・ライド（英: Back to the Future: The Ride）は、映画『バック・トゥ・ザ・フューチャー』シリーズをテーマにしたライド型アトラクションで、世界のユニバーサル・パークス&リゾーツに設置されていた。

## 過去に存在したパーク
- ユニバーサル・スタジオ・フロリダ（ユニバーサル・オーランド・リゾート）
- ユニバーサル・スタジオ・ハリウッド
- ユニバーサル・スタジオ・ジャパン

## 概要

### ユニバーサル・スタジオ・フロリダ
1991年5月2日、ワールド・エキスポにオープン。当初は1991年1月にオープン予定だったが、パーク開園時の不具合を受け、慎重にテストを重ねた上で延期された。総費用は4,000万ドルに上った。
2006年半ば、アトラクションのクローズが噂され、後継として『ザ・シンプソンズ』または『ワイルド・スピード』をテーマにしたアトラクションが計画されるとの憶測が広がった。その後、2006年9月7日に正式なクローズが発表され、2007年3月30日に営業を終了した。2008年5月15日、後継アトラクションとして「ザ・シンプソンズ・ライド」がオープンした。
かつて隣接して展示されていた『バック・トゥ・ザ・フューチャー PART3』の機関車型タイムマシン「ジュール・ヴェルヌ号」は、アトラクションのクローズ後、ハリウッド・エリアに移設され、引き続き展示が続けられている。「デロリアン」の展示やドクのグリーティングも実施されている。

### ユニバーサル・スタジオ・ハリウッド
1993年6月12日、アッパー・ロットにオープン。当初はフロリダと同時期のオープンを予定していたが、別の工事スケジュールの影響で2年遅れとなり、総費用は6,000万ドルに達した。
2007年9月3日にクローズし、2008年5月19日に「ザ・シンプソンズ・ライド」が後継アトラクションとしてオープンした。クローズ直前の2007年8月には特別イベントが開催され、ドク役のクリストファー・ロイドや脚本家のボブ・ゲイルが参加した。また、デロリアンが大賞受賞者にプレゼントされるコンテストも行われた。
クローズ後もドクのグリーティングが継続され、スタジオ・ツアーでは映画で使用された時計台を見ることができる。

### ユニバーサル・スタジオ・ジャパン
2001年3月31日のパーク開園時にサンフランシスコ・エリアにオープン。オープンから2015年4月30日まではトヨタ自動車が、2015年5月1日以降は日本航空がスポンサーを務めた。
2014年と2015年の「ハロウィーン・ホラー・ナイト」期間中には「呪怨〜呪われたアトラクション〜」として運営された。
2016年3月31日、同年5月31日をもってクローズすることが発表され、2017年4月21日に後継アトラクション「ミニオン・ハチャメチャ・ライド」がオープンした。

#### バック・トゥ・ザ・フューチャー・ザ・ライド～さよならキャンペーン
アトラクションのクローズ発表に伴い、2016年4月29日から5月31日まで「バック・トゥ・ザ・フューチャー・ザ・ライド～さよならキャンペーン」が実施された。このキャンペーンでは、アトラクションの装飾品がチャリティーオークションに出品され、売上は映画シリーズでマーティ・マクフライを演じたマイケル・J・フォックスが設立した「パーキンソン病リサーチ財団」に寄付された。期間中は限定でドクのグリーティングが復活した。
2016年5月11日には、累計体験者数が6,000万人に到達した。

#### 未来の時間
2015年10月21日16時29分は、映画『バック・トゥ・ザ・フューチャー PART2』でマーティ・マクフライがデロリアンでタイムトラベルした未来の日付である。この日、アトラクション前には映画に関連した仮装をしたゲストが集まり、1分前からカウントダウンが行われ、迎えた瞬間には歓声が上がり盛大に祝われた。この「未来の日付」が現実となったことはメディアでも話題となった。

## ストーリー
物語は、映画『バック・トゥ・ザ・フューチャー PART3』の後を描いている。舞台はエメット・ブラウン博士（ドク）が設立したフューチャーテクノロジー研究所。『PART3』で破壊されたデロリアンに代わり、新たに二代目デロリアンを開発したドクは、さらに「人生最大の発明品」と豪語する8人乗りの新型タイムマシンの開発にも成功する。このタイムマシンを使い、未来へと一日だけ旅する「タイムトラベル体験ツアー」を計画し、一般ゲストを研究所に招待することにした。
ツアー準備が進む中、突如緊急事態が発生する。1955年のビフ・タネンが、当時の研究員が行っていた実験を通じてデロリアンに乗り込み、現代の研究所に侵入したのだ。『PART2』で目撃した空飛ぶデロリアンや過去の経験から、デロリアンがタイムマシンであると確信したビフは、スポーツ年鑑を取り返されたことへの復讐心から、研究員たちを拘束し、ドクを研究所の一室に閉じ込めて、デロリアンを盗み出して逃走する。
唯一無事だったゲストは、ドクがリモコンで操縦する8人乗りデロリアンに乗り、ビフを追って時空を超えたカーチェイスを繰り広げることになる。ゲストはデロリアンを取り戻し、ビフが再び歴史を改変するのを防ぐため、ドクの指示のもとタイムトラベルを体験する。

### クローズ後の描写
フロリダとハリウッドのアトラクションが「ザ・シンプソンズ・ライド」に変更された後、プレショーには研究所を失って嘆くドクの描写が含まれている。また、研究室内には1885年にドクとマーティが時計台の前で撮影した写真が飾られている。

### 研究員の設定
フューチャーテクノロジー研究所の研究員は、理工学系の有名大学出身者という設定。男性研究員は緑色、女性研究員は橙色のラボコートを着用している。

### ドクのスタンス
劇中では、ドクはタイムマシンを営利目的で使用することを嫌い、時代介入を避けるためにその存在を隠していた。しかし、このアトラクションでは科学への探究心から、未来の新たなコミュニケーション手段を模索する目的でタイムトラベルツアーを一般向けに公開している。

### マーティ・マクフライの登場
映画のもう一人の主人公であるマーティ・マクフライは、アトラクション内では後ろ姿や足だけで登場する。

## 登場人物
ドク / エメット・ブラウン
演 - クリストファー・ロイド、声 - 青野武
スポーツカーから作られたタイムマシン「デロリアン」の発明者。長身で痩せた体型、大きな鼻、ボサボサの白髪頭が特徴の科学者。ビフによって研究室に閉じ込められるが、ゲストを新型デロリアンに乗せてリモコンで操縦し、ビフを追う。
ビフ・タネン
演 - トーマス・F・ウィルソン、声 - 谷口節
ヒルバレーに住む不良少年。1955年からデロリアンに乗り込んで現在の研究所に侵入。ドクを研究室に閉じ込め、デロリアンを盗んで逃走する。
ヘザー
演 - ダーリーン・ヴォーゲル、声 - 小野未喜
アトラクションの待ち列に設置されたモニターに登場し、ゲストに注意事項を説明する役割を担う。
演じたヴォーゲルは、『バック・トゥ・ザ・フューチャー PART2』でビフの孫グリフの子分であるスパイクを演じた。

## キャスト
| 登場人物                              | 俳優                    | 日本語吹替 |
| ------------------------------------- | ----------------------- | ---------- |
| ドク / エメット・ラスロップ・ブラウン | クリストファー・ロイド  | 青野武     |
| ビフ・タネン                          | トーマス・F・ウィルソン | 谷口節     |
| ヘザー                                | ダーリーン・ヴォーゲル  | 小野未喜   |
| IFT研究員                             | ダグラス・トランブル    |            |
| IFT研究員                             | マイケル・クラストリン  |            |
| ナレーション                          | フランク・ウェルカー    | 江原正士   |
| ティラノサウルス                      | フランク・ウェルカー    | 原語版流用 |

## スタッフ
- ライド監督 - ダグラス・トランブル
- プレショー監督 - レス・メイフィールド、ディビット・デボス
- 製作総指揮 - ピーター・アレキサンダー
- 脚本 - ペイトン・リード、ボブ・ゲイル
- 原作 - ロバート・ゼメキス、ボブ・ゲイル
- 製作 - クレイグ・バール、フィル・ヘットマ（英語版）、テリー・ウィニック
- 音楽 - アラン・シルヴェストリ
- プロダクション・エクセティブ - ジェイ・ステイン、バリー・アプソン
- クリエイティブ・コンサルタント - スティーヴン・スピルバーグ
- デザイン - ユニバーサル・クリエイティブ（ユニバーサル・パークス&リゾーツ）、バークシャー・ライドフィルム
- 配給 - ユニバーサル・スタジオ

## 製作

### ジョージ・ルーカスの言葉

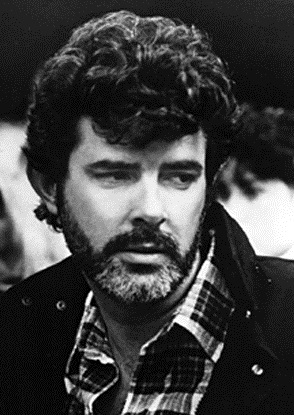
当時のジョージ・ルーカス

1986年、ユニバーサル・スタジオ・ハリウッドのスタジオ・ツアーに新たに追加されるシーン「キングコング・エンカウンター」のオープン前夜、ユニバーサル・スタジオとパートナーシップを組んでいたスティーヴン・スピルバーグとユニバーサル・クリエイティブのピーター・アレキサンダーが会話を交わしていた。その中で、スピルバーグは友人であるジョージ・ルーカスから、当時オープンを間近に控えたディズニーランドの「スター・ツアーズ」に招待され、試乗してきた経験について語った。
スピルバーグは、スター・ツアーズのシミュレーター式ライドに大きな感銘を受けたと話したが、その際ルーカスから「ユニバーサル・スタジオでは、スター・ツアーズのようなアトラクションは到底作れないだろう」と言われたことも明かした。この発言を聞いたピーター・アレキサンダーは激怒した。アレキサンダーは元ディズニーのイマジニアであり、エプコットや東京ディズニーランドのプロジェクトディレクターを務めた経験を持つ人物で、1982年からユニバーサル・スタジオに移籍して数々のプロジェクトに貢献していた。
アレキサンダーはこの言葉に闘争心を燃やし、ユニバーサル・スタジオでも素晴らしいアトラクションを作れると断言。これに対してスピルバーグは、自身が製作指揮を務めた1985年の映画『バック・トゥ・ザ・フューチャー』をテーマにしたアトラクションを提案した。当時、ユニバーサル・スタジオはフロリダに新たなパークを設置する計画が保留されていたが、アレキサンダーは『バック・トゥ・ザ・フューチャー』のアトラクションがその計画を後押しするのではないかと期待を抱いた。

### フロリダへのパークの設置計画
ユニバーサルは1982年からフロリダに新しいテーマパークを設置する構想を持っていた。しかし、当時のユニバーサル・スタジオ・ハリウッドは既存の映画スタジオを基盤とし、スタジオ・ツアーなどを追加する形で徐々にテーマパークへと発展させてきた施設であったため、複数の本格的なアトラクションを備えた完全なテーマパークを設計・運営する経験に乏しかった。
その一方で、ユニバーサルの動向を注視していた当時のウォルト・ディズニー・カンパニー最高経営責任者マイケル・アイズナーは、ユニバーサルをフロリダから排除する目的でハリウッドや映画をテーマにした第3のパーク「ディズニー・MGM・スタジオ」（現：ディズニー・ハリウッド・スタジオ）の建設を計画。その中に、ユニバーサル・スタジオ・ハリウッドの「スタジオ・ツアー」に類似したアトラクション「スタジオ・バックロット・ツアー」を設置することを決定した。この動きが、ユニバーサルによるフロリダのパーク設置計画を一時保留にさせる一因となった。
本来、フロリダのパークにはハリウッドのスタジオ・ツアーをそのまま導入する予定だった。しかし、ディズニー・MGM・スタジオが類似アトラクションの建設を先行して進めたため、ユニバーサルはスタジオ・ツアーの各シーンを分割し、その中で最も人気の高い『アースクエイク』『ジョーズ』『キングコング』の3つを独立したアトラクションとして再構築することを決定。さらに「バック・トゥ・ザ・フューチャー・ザ・ライド」を加えることで、ディズニーワールドに匹敵する強力な目玉を持つテーマパークが完成すると考えた。この計画をもとに、フロリダへのパーク設置が再始動した。

### アトラクションの構造
「バック・トゥ・ザ・フューチャー・ザ・ライド」は当初、ローラーコースター型アトラクションとして製作が決定された。しかし、ローラーコースターのような高速移動型ライドにストーリーを付加するのは展開が速すぎて難しいと判断され、1988年にライド形式を再検討することとなった。その際、ジョージ・ルーカスがスター・ツアーズの試乗会で発したコメントを思い出し、同様のシミュレーションライド形式をユニバーサル独自の方法で採用することが決定された。
課題は、ディズニーを凌ぐ革新的なアトラクションを作ることと、ゲストを「デロリアン」に座らせる方法だった。デロリアンを採用する以上、スター・ツアーズのような大型収容型ライドは使えないが、収容人数が少ないと回転率が悪化する。この課題を解決するため、大型スクリーンの前に小型ライドを多数配置するアイデアが採用された。
スクリーンにはIMAX社が開発したオムニマックス（現在のIMAXドーム）の技術を採用。半球状のスクリーンが周囲の視野を満たし、没入感を高める。この24mのオムニマックススクリーンを中心に、小型の8人乗りデロリアンを12台ずつ、3段構造で配置した。これにより、他のデロリアンが視界に入らないよう設計されている。各車両はオムニマックス下のガレージに配置され、上映開始時に2.5m打ち上げられ、油圧システム「スリーピストンモーションベース」により、映像に連動して上下左右に動く。車両の開発はインタミンが担当した。
また、2つのオムニマックススクリーンと計24台のデロリアンを設置し、2つのショースペースを用意することで、一方のスペースが稼働停止してももう一方で稼働を続けられる設計になっている。
映像はダグラス・トランブルが映画仕様の70ミリフィルムを使用して製作した。当時はCG技術が未発達であったため、ミニチュアモデルを用いた撮影が行われた。特にゴー・モーション技術を用いた撮影は莫大な時間を要したが、オムニマックスでゴー・モーションを投影したのは世界初の試みとなった。
このプロジェクトには、発案からオープンまでの5年間で4,000万ドル以上が費やされた。しかし、アトラクションがオープンしたサマーシーズンには、ユニバーサル・スタジオ・フロリダの来場者数がディズニー・MGM・スタジオを上回る結果を記録した。

## オマージュ

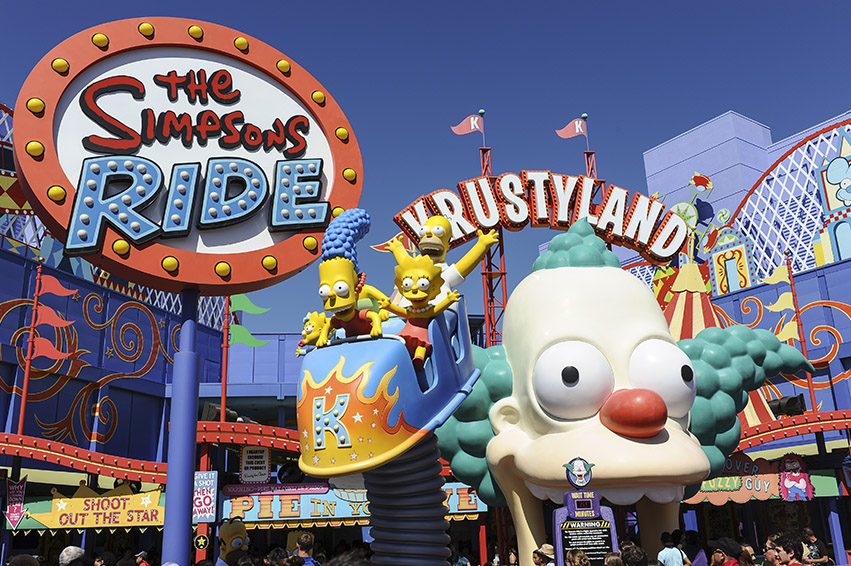
後身のアトラクションとなった「ザ・シンプソンズ・ライド」

ユニバーサル・スタジオ・フロリダとユニバーサル・スタジオ・ハリウッドで「バック・トゥ・ザ・フューチャー・ザ・ライド」の後継アトラクションとして導入された「ザ・シンプソンズ・ライド」には、オマージュが存在する。
アトラクションの待ち列で上映される映像には、ドクが登場するシーンが含まれている。この映像では、ドクがフューチャーテクノロジー研究所の存続のために銀行から融資を受け取ろうとする。しかし、その直前に銀行員がデロリアンに轢かれる事故が発生。これにより、研究所の存続が不可能になったドクは失望しながら、土地を金持ちの人気コメディアンであるクラスティーに明け渡すこととなる。
その後、クラスティーは研究所の跡地に「クラスティーランド」というテーマパークを建設する。

## 映像ソフト化
アトラクションのオープンから約2年後、クルーの1人がプロジェクター映像や乗車前の案内映像をレーザーディスクからVHSにコピーし、その偽造品を販売する事件が発生した。これらのコピーはインターネットオークションで販売され、一部の映像はYouTubeにも投稿された。その後、2009年2月に映画『バック・トゥ・ザ・フューチャー』の再リリース版ボーナスディスクの一部として、アトラクションの全映像が公式に収録された。
2010年10月26日には「バック・トゥ・ザ・フューチャー 25thアニバーサリー Blu-ray BOX」が発売され、映像特典としてアトラクションの待ち列で流れる映像やアトラクション映像が収録された（英語音声のみ、字幕付き）。

## 関連施設
アトラクションのオープンと同時に、複数の関連施設も展開されていた。

### ユニバーサル・スタジオ・フロリダ

#### BACK TO THE FUTURE THE STORE
『バック・トゥ・ザ・フューチャー』のグッズを取り扱うショップ。アトラクションがクローズするまで店の外にデロリアンが展示されていた。2008年からは『ザ・シンプソンズ』のグッズを販売するショップ「KWIK-E-MART」としてオープンした。

### ユニバーサル・スタジオ・ハリウッド

#### TIME TRAVELERS DEPOT
アトラクションの隣にあった『バック・トゥ・ザ・フューチャー』のグッズショップ。2008年からは「KWIK-E-MART」として再オープンし、『ザ・シンプソンズ』のグッズを取り扱った。

#### DOC BROWN'S CHICKEN
フライドチキンなどを販売するフードコート。アトラクションがクローズした後も営業を続けていたが、2014年に閉店した。

### ユニバーサル・スタジオ・ジャパン

#### バック・トゥ・ザ・フューチャー・ギフト
『バック・トゥ・ザ・フューチャー』のグッズを取り扱うショップ。2015年2月にアトラクションより先にクローズし、翌月「ミニオン・マート」としてオープンした。その後、『バック・トゥ・ザ・フューチャー』のグッズは別のショップで販売されたが、2016年には「ミニオン・マート」も閉店。2017年4月21日に「ミニオン・パーク」として新たにオープンした。